# Sieweczka blada
Sieweczka blada (Charadrius melodus) – gatunek małego ptaka z rodziny sieweczkowatych (Charadriidae), zamieszkujący Amerykę Północną. Bliski zagrożenia wyginięciem.

## Podgatunki i występowanie
Wyróżnia się dwa podgatunki Charadrius melodus:
- C. melodus circumcinctus (Ridgway, 1874) – Wielkie Równiny i Wielkie Jeziora w środkowej Ameryce Północnej (środkowo-południowa Kanada i środkowo-północne Stany Zjednoczone).
- C. melodus melodus Ord, 1824 – wybrzeża Atlantyku od Nowej Fundlandii na południe po Karolinę Północną.

Zimuje na atlantyckim wybrzeżu południowych Stanów Zjednoczonych, nad Zatoką Meksykańską, na Bahamach oraz raczej lokalnie na Wielkich Antylach; ponadto w zachodnim Meksyku (Sonora).

## Morfologia
Mały ptak wielkości wróbla, o upierzeniu w kolorze piaskowym. Dorosłe osobniki mają nóżki w kolorze żółto-pomarańczowym, dziób pomarańczowy z czarną końcówką, na głowie czarny pasek oraz czarną obwódkę wokół szyi (szczególnie widoczną w sezonie lęgowym). Długość ciała wynosi ok. 17–18 cm, rozpiętość skrzydeł 36 cm, a masa ciała 43–64 g.

## Środowisko

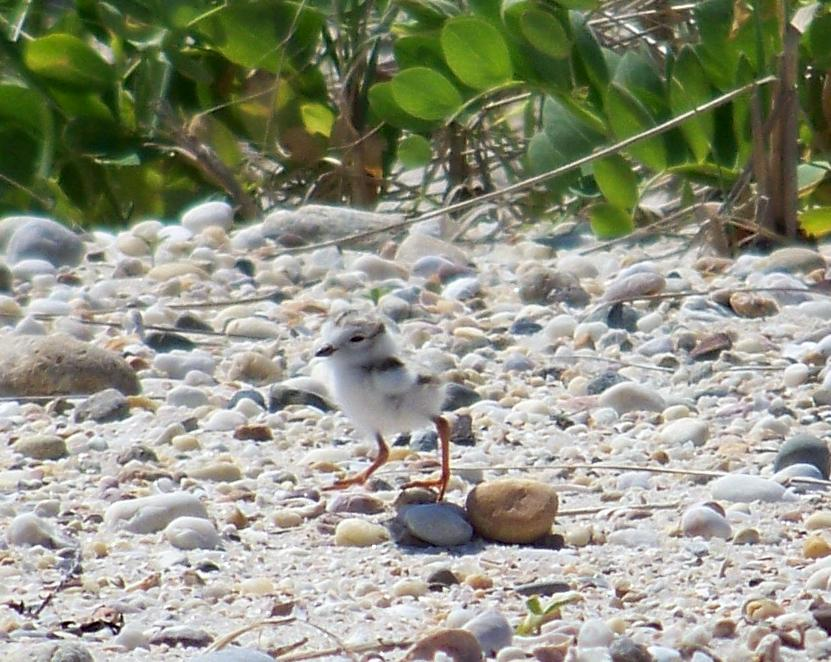
Dwudniowe pisklę sieweczki bladej

Sieweczka blada gnieździ się na otwartych piaszczystych plażach, skalistych wybrzeżach lub w wyżej położonych, suchych miejscach z dala od wody. 
Buduje swoje gniazda w małych zagłębieniach w piasku na wyższym brzegu, w pobliżu miejsc porośniętych trawą, w miejscach osłoniętych przez inne rośliny lub przedmioty.

## Status
IUCN uznaje sieweczkę bladą za gatunek bliski zagrożenia (NT, Near Threatened). W 2019 roku szacowano liczebność populacji na 7600–8400 dorosłych osobników. Trend liczebności populacji jest uznawany przez BirdLife International za wzrostowy dzięki podejmowanym działaniom ochronnym, wcześniej liczebność populacji spadała.